# Brevicipitidae
Brevicipitidae é uma família de anfíbios da ordem Anura. Está distribuída na África.

## Taxonomia
São reconhecidos cinco gêneros para esta família:
- Balebreviceps Largen & Drewes, 1989
- Breviceps Merrem, 1820
- Callulina Nieden, 1911
- Probreviceps Parker, 1931
- Spelaeophryne Ahl, 1924